# Natação artística no Campeonato Europeu de Esportes Aquáticos de 2021 - Combinação rotina livre
A prova da combinação rotina livre da natação artística no Campeonato Europeu de Esportes Aquáticos de 2021 ocorreu nos dias 13 de maio na Arena Danúbio, em Budapeste na Hungria.

## Calendário
| Fase  | Data       | Hora  |
| ----- | ---------- | ----- |
| Final | 13 de maio | 16:00 |

Todos os horários estão no horário local (UTC+1)

## Medalhistas
| Ouro | Prata | Bronze |
| Ucrânia · Maryna Aleksiiva · Vladyslava Aleksiiva · Olesia Derevianchenko · Marta Fiedina · Veronika Hryshko · Kateryna Reznik · Anastasiya Savchuk · Alina Shynkarenko · Kseniya Sydorenko · Yelyzaveta Yakhno | Grécia · Maria Alzigkouzi Kominea · Eleni Deligianni · Eleni Fragkaki · Krystalenia Gialama · Pinelopi Karamesiou · Zoi Karangelou · Danai Kariori · Andriana Misikevych · Georgia Vasilopoulou · Violeta Zouzouni | Bielorrússia · Vera Butsel · Marharyta Kiryliuk · Hanna Koutsun · Yana Kudzina · Kseniya Kuliashova · Anastasiya Navasiolava · Valeryia Puz · Anastasiya Suvalava · Kseniya Tratseuskaya · Aliaksandra Vysotskaya |

## Final
Esse foi o resultado da final.
| Pos.              | Nacionalidade | Nadadoras | Pontos  |
| ----------------- | ------------- | --- | ------- |
| Medalha de ouro   | Ucrânia       | Maryna Aleksiiva Vladyslava Aleksiiva Olesia Derevianchenko Marta Fiedina Veronika Hryshko Kateryna Reznik Anastasiya Savchuk Alina Shynkarenko Kseniya Sydorenko Yelyzaveta Yakhno     | 94.7000 |
| Medalha de prata  | Grécia        | Maria Alzigkouzi Kominea Eleni Deligianni Eleni Fragkaki Krystalenia Gialama Pinelopi Karamesiou Zoi Karangelou Danai Kariori Andriana Misikevych Georgia Vasilopoulou Violeta Zouzouni | 89.1000 |
| Medalha de bronze | Bielorrússia  | Vera Butsel Marharyta Kiryliuk Hanna Koutsun Yana Kudzina Kseniya Kuliashova Anastasiya Navasiolava Valeryia Puz Anastasiya Suvalava Kseniya Tratseuskaya Aliaksandra Vysotskaya        | 86.0667 |
| 4                 | Hungria       | Anna Apáthy Niké Barta Linda Farkas Boglárka Gács Lilien Götz Hanna Hatala Szabina Hungler Adelin Regényi Luca Rényi Anna Viktória Szabó                                                | 78.7667 |